# Ruth Vollmer
Ruth Vollmer   (Nova York, 12 de gener de 1903 - Nova York, 1 de gener de 1982), va ser una artista conceptual d'origen alemany que va viure i va treballar als Estats Units.

## Primers anys de vida
Va néixer a Munic el 1903 com a Ruth Landshoff. El seu pare, Ludwig Landshoff, era musicòleg i director d'orquestra i la seva mare, Philippine Wiesengrund Landshoff, era una cantant d'òpera soprano. El seu germà, Hermann Landshoff, es va convertir en fotògraf. La seva família era jueva, i el seu cercle d'amics a la dècada de 1920 incloïa Gerhardt Hauptmann, Thomas Mann, Albert Einstein i Paul Klee, entre altres escriptors, científics, músics i artistes. Als 19 anys es va traslladar de Baviera a Berlín per treballar com a au pair. La Ruth va començar a aprendre a dibuixar el 1922. Va mantenir un interès per les arts visuals, i va seguir el consell del seu pare per dibuixar cada dia. També va tenir moltes connexions amb els professors i estudiants de la Bauhaus, com Erich Mendelssohn, que havia dissenyat el seu apartament a Berlín. El 1930 es va casar amb el pediatre Hermann Vollmer, a qui havia conegut a Berlín. Ruth i Hermann es van traslladar d'Alemanya (via Liverpool) a Nova York el 1935.

## Carrera
Ruth va començar a treballar dissenyant aparadors per a Bonwit Teller, Tiffany's, Lord &amp; Taylor i altres grans magatzems. Les seves exposicions van experimentar amb filferro, acer i malla de coure per crear formes figurals. El 1943, Vollmer es va convertir en ciutadà nord-americà. El 1944 va rebre un encàrrec del Museu d'Art Modern per a l'exposició del seu quinze aniversari, "Art en curs". Vollmer va continuar treballant amb malla de filferro i va exposar la seva obra Composition in Space al Museu d'Art Modern a la seva exposició de 1948 Elements of Stage Design. El 1950, se li va encarregar la creació d'un mural per al vestíbul del 575 Madison, on va crear un gran relleu de paret que utilitzava filferro i malla de filferro per jugar amb la llum, la textura i la transparència. Vollmer va visitar Giacometti per segona vegada durant l'estiu de 1951. Durant la dècada de 1950 també comença a treballar el fang. A més, el 1954 va començar a ensenyar al Children's Art Center de la Fieldston School de Riverdale i va continuar ensenyant fins a mitjans dels anys seixanta. El 1960, va participar en la sèrie de discussió de la Universitat de Nova York "Artists on Art" amb el seu amic Robert Motherwell. L'any 1960 va ser important per a Ruth Vollmer: va fer la seva primera exposició individual a l'espai de la galeria Section Eleven de Betty Parson. Al llarg de la dècada de 1960, Vollmer va continuar treballant amb bronze i mostrant el seu treball a la Betty Parsons Gallery. El 1963, es va unir als American Abstract Artists (AAA) i la va mostrar a les seves exposicions a partir de 1963. El 1970, la pràctica de Vollmer havia pres una nova dimensió, explorant formes geomètriques complexes i conceptes matemàtics, especialment espirals i sòlids platònics. Sol LeWitt va escriure un breu assaig sobre el treball de Vollmer per a Studio International titulat Ruth Vollmer: Mathematical Forms. El 1971 Ruth Vollmer va participar en la protesta per la cancel·lació de l'exposició Hans Haacke a The Solomon R. Guggenheim escrivint una carta al director del museu, Thomas Messer. El 1976, va fer una gran exposició individual al Museu d'Art Neuberger.
Vollmer va acollir artistes com Robert Smithson, Donald Judd, Sol LeWitt, Carl Andre i Eva Hesse als salons al seu apartament a Central Park West.
El 2022, l'obra de Vollmer es trobaria a les següents col·leccions públiques: Kunstmuseum Winterthur, el Museu d'Art Modern, la National Gallery of Art, el Whitney Museum of American Art, el Neuberger Museum of Art., el Worcester Art Museum i el Rose Art Museum de la Universitat de Brandeis.
El 1982, Ruth Vollmer va morir després d'una llarga batalla amb l'Alzheimer. La majoria de la seva col·lecció d'art personal de més d'un centenar d'escultures, pintures i dibuixos va ser donada al MoMA. La seva col·lecció d'art personal incloïa obres de Carl Andre, Mel Bochner, Eva Hesse, Sol LeWitt, Ad Reinhardt, Frank Stella, Agnes Martin i Chryssa.

## Exposicions
- 1977, Exposició col·lectiva, Betty Parsons Gallery. Mino Argento, Calvert Coggeshall, Minoru Kawabata, Richard Tuttle, Ruth Vollmer, Robert Yasuda, Helene Aylon i Cleve Gray (entre d'altres).
- 1978, Exposició col·lectiva, Betty Parsons Gallery. Ruth Vollmer, Mino Argento, Cleve Gray, Calvert Coggeshall (entre d'altres)[9]
- 1979–80, Exposició col·lectiva, Betty Parsons Gallery. Mino Argento, Fanny Brennan, Richard Francisco, Richard Tuttle, Ruth Vollmer i Toko Shinoda (entre d'altres)[10]